# Abavorana luctuosa
Abavorana luctuosa es una especie de anfibio anuro de la familia Ranidae y única representante del género Abavorana.

## Distribución geográfica y hábitat
Es endémica de Sondalandia: Borneo, Sumatra y la península de Malaca. Su rango altitudinal oscila entre 100 y 1350 m s. n. m..

## Estado de conservación
Se encuentra amenazada por la pérdida de su hábitat natural.